# Menhirs des Platennes
Les menhirs des Platennes est un groupe de trois menhirs situé sur la commune de Chauvé,dans le département de la Loire-Atlantique.

## Historique
Le site est inscrit au titre des monuments historiques depuis le 2 mai 1989.

## Description
Les trois menhirs sont en grès. Le premier menhir mesure 3,30 m de longueur sur 3,65 m de largeur pour une épaisseur de 1,35 m. Le menhir du centre mesure 5,10 m de long sur 2,20 m de large, et 0,55 m d'épaisseur. Le troisième mesure 4,40 m de longueur sur 1,70 m de largeur pour une épaisseur de 0,55 m. 
Le menhir du centre fut abattu par une tempête au début du XIXe siècle et en tombant brisa un bloc de grès sur lequel il repose encore.